# Atlantische Congotalen
De Atlantische Congotalen vormen veruit de grootste subgroep binnen de Niger-Congotalen. Kenmerkend aan al deze talen is het systeem van nominale klassen. Atlantische Congotalen vallen verder hoofdzakelijk uiteen in Atlantische talen en Volta-Congotalen. Als overige subgroepen binnen de Niger-Congo-taalfamilie als geheel worden verder hoofdzakelijk de Kordofaanse talen, Mandétalen en Ijoidtalen onderscheiden.